# Королівські Військово-морські сили Камбоджі
Королівські Військово-морські сили Камбоджі (кхмер. កងទ័ពជើងទឹក, Kngtop Cheung Tœk) — частина морської військової служби Королівських збройних сил Камбоджі та одна з трьох військових служб Королівства Камбоджа. За оцінками, вона нараховує 4,000 активного персоналу та експлуатує 228 човнів/кораблів. Його командує адмірал Теа Вінь і перебуває під юрисдикцією Міністерства національної оборони.

## Бази
Військово-морські бази Королівського флоту Камбоджі включають наступне:
- Військово-морська база Реам
- Сіануквіль (цивільний порт)